# Darwin (Austrália)
Darwin é a capital do Território do Norte, no litoral norte da Austrália, e conta com uma população de 145 916 pessoas (estimativa de 2016), sendo a maior cidade do escassamente povoado território. É a 15.ª maior cidade da Austrália e a menor das capitais provinciais.

## Geografia

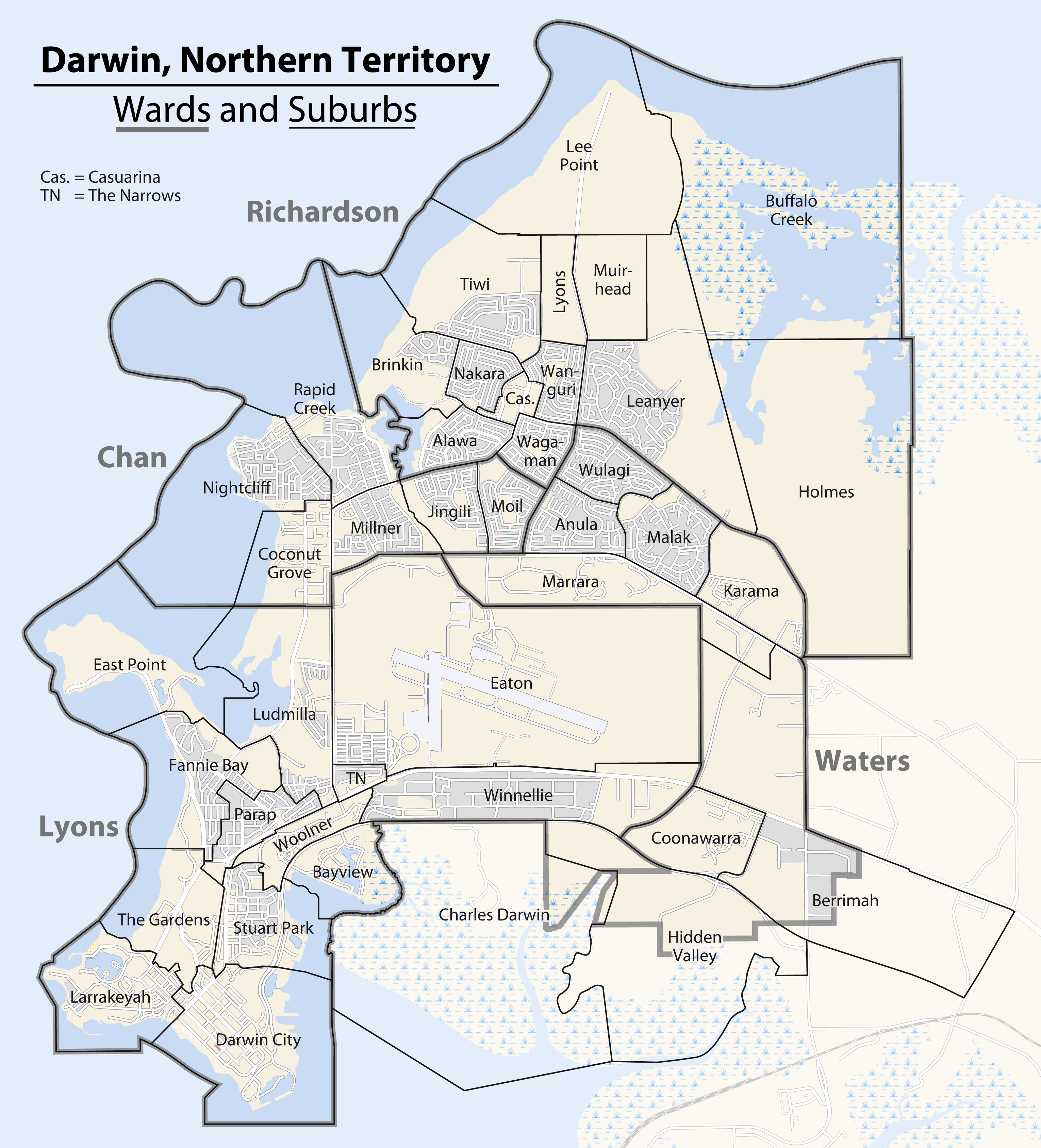
Mapa de Darwin com seus subúrbios

Darwin tem um clima tropical, e está sujeita a tempestades e ciclones; o primeiro ciclone que atingiu Darwin de que se tem notícia ocorreu em 1867, e grande parte da cidade foi destruída pelo ciclone Tracy em 1974. É também a única cidade australiana a sofrer um ataque substancial durante uma guerra: os aviões japoneses bombardearam Darwin durante a Guerra do Pacífico.
Os habitantes originais da área do Grande Darwin são o povo indígena Larrakia. Em 9 de setembro de 1838, o HMS Beagle chegou ao porto de Darwin durante seu estudo da área. O oficial John Clements Wickham chamou a região de "Porto de Darwin", em homenagem a Charles Darwin.
Darwin tem a maior população relativa de aborígenes de todas as capitais australianas e uma porção significativa da população em Darwin é de imigrantes do sul e leste da Ásia, o que faz com que Darwin seja frequentemente chamada de "capital multicultural da Austrália". 
Está situada na região da Austrália no fuso horário UTC/GMT +9h30 (Horário Central Australiano).

## Economia
Devido à sua proximidade com a Ásia, Darwin é um importante porto, particularmente em relação à exportação de bovinos, caprinos e minerais. Também é sede de uma grande base do exército da Austrália e de uma instalação naval que dá suporte a atividades de barcos de patrulha do litoral norte da Austrália. Também é importante o turismo.

## Cultura

### Eventos e festivais

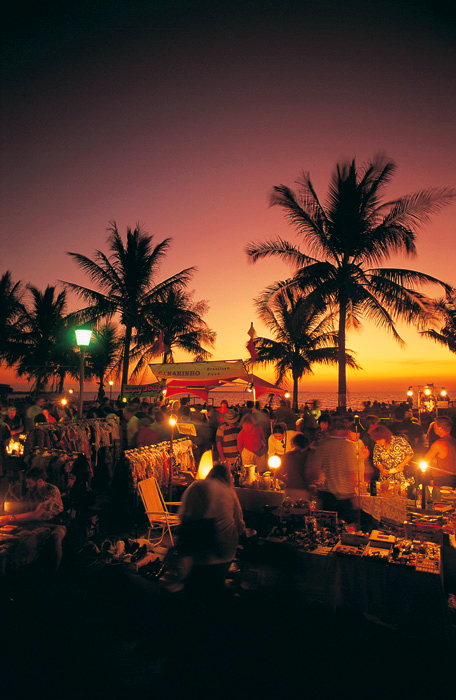
Mercados de Mindil Beach.

Em 1 de julho celebra-se o Dia do Território (Territory Day). Este é o único dia além do Ano Novo Chinês, em que fogos de artifício são permitidos em Darwin. Em Darwin, as principais celebrações decorrem em Mindil Beach, onde um grande espetáculo pirotécnico é encomendado pelo governo.
Os mercados semanais são os Mindil Beach Sunset Markets, (quintas-feiras e domingos durante a estação seca), o Parap Market, o Nightcliff Market e o Rapid Creek Market.

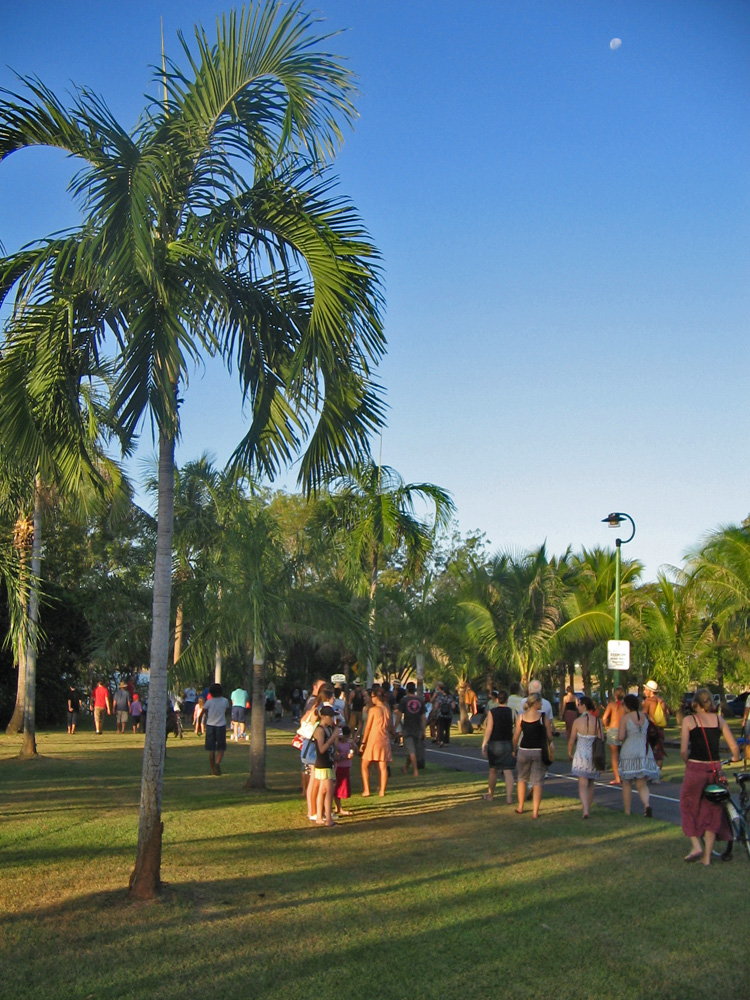
Nightcliff Seabreeze Festival.

O Festival de Darwin celebra-se anualmente, e inclui comédia, dança, teatro, música, artes visuais e cinematográficas, e os NT Indigenous Music Awards. Outros festivais incluem o Glenti, que serve como montra para a extensa comunidade grega de Darwin, e o India@Mindil, festival similar celebrado pela pequena comunidade indiana. O Ano Novo Chinês é celebrado com grandes festejos, ressaltando a influência asiática em Darwin.
O Festival Seabreeze, que começou em 2005, é celebrado na segunda semana de maio no bairro de Nightcliff. Oferece uma oportunidade para que o talento local seja colocado em cena, e um acontecimento popular são as festividades familiares de sábado ao longo da praia de Nightcliff.

### Artes

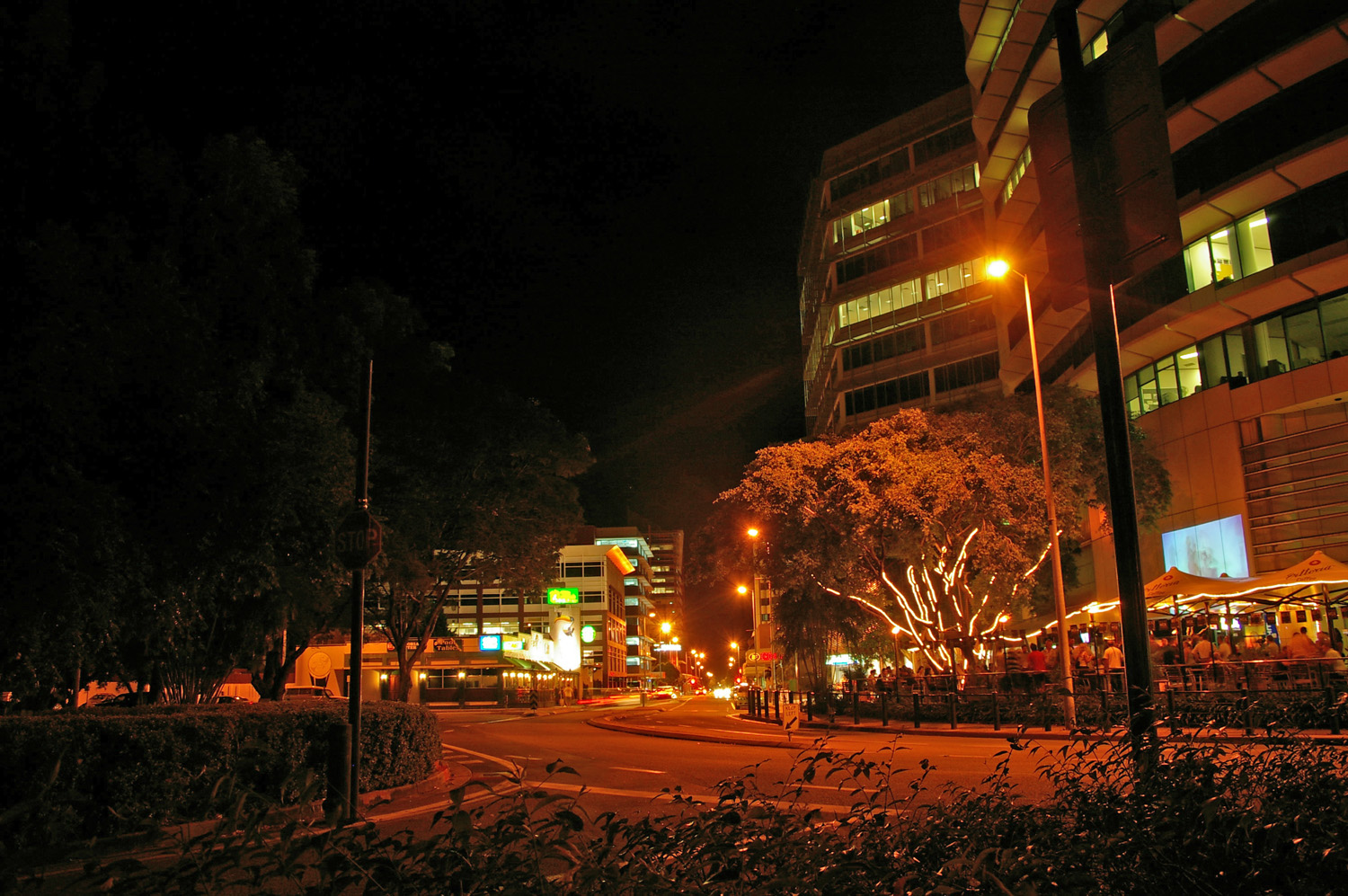
Mitchell Street de noite.

A Orquestra Sinfónica de Darwin deu o seu primeiro concerto em 1981, e já atuou em todo o Território do Norte. A Companhia de Teatro de Darwin é uma companhia de produção de teatro profissional, trabalhando local e nacionalmente.
O Centro de Entretenimento de Darwin é a principal sala de concertos da cidade e acolhe espetáculos de vários tipos. Outros teatros são o Centro de Convenções de Darwin, parte do projeto de 1 100 milhões de dólares australianos de Darwin Waterfront.
O único casino de Darwin abriu em 1981, e mais tarde tornou-se no Diamond Beach Casino, e depois no MGM Grand Darwin, antes de ser SKYCITY Darwin após a compra pela SKYCITY Entertainment Group do hotel em 2004.

## Esportes

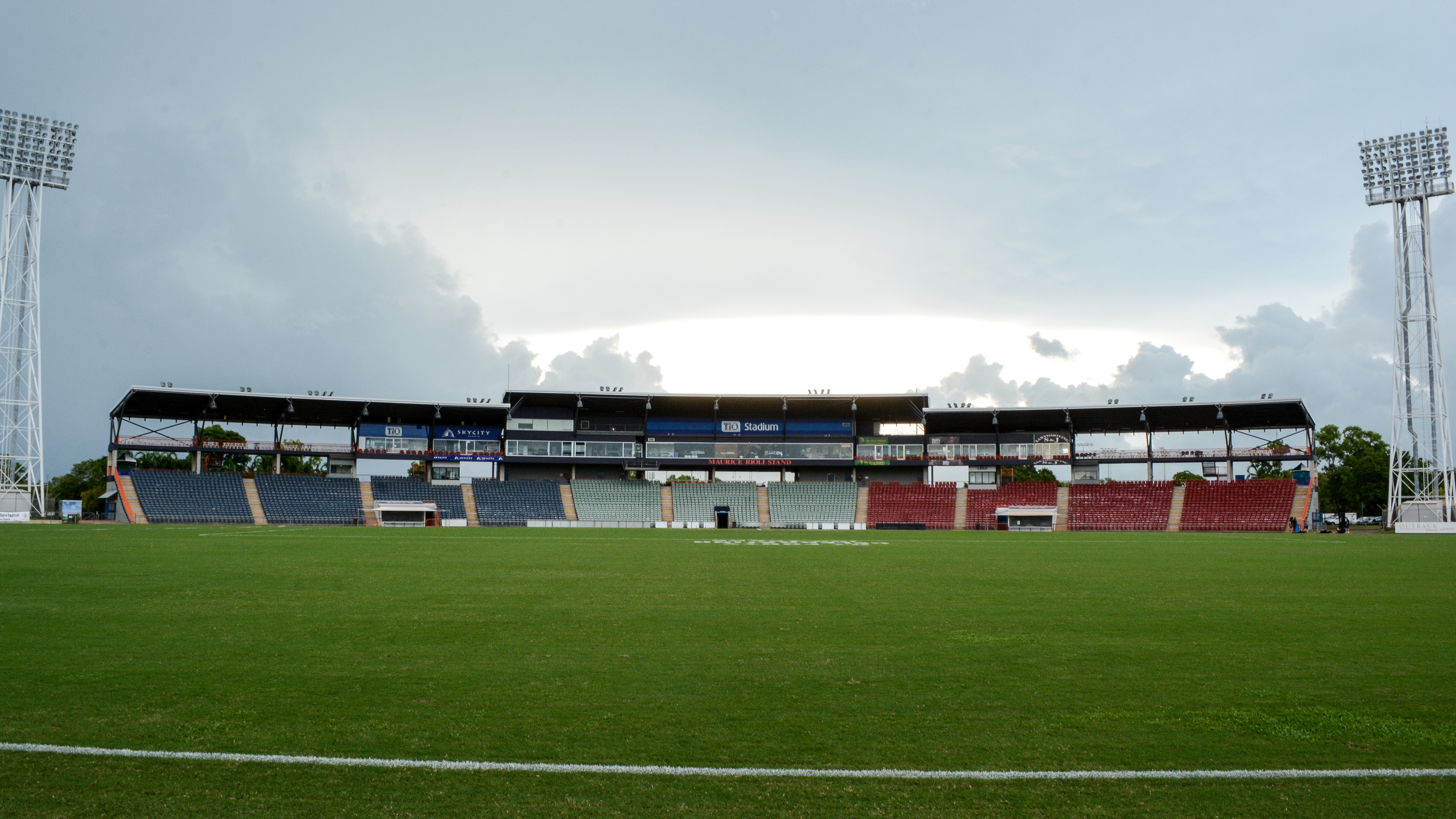
Marrara Oval.

O Marrara Sports Complex é o principal complexo esportivo da cidade, abrigando vários estádios e instalações esportivas, o principal estádio é o Marrara Oval. A cidade também tem o autódromo Hidden Valley Raceway

## Cidades irmãs
Darwin estabeleceu relações com seis cidades de todo o mundo com as quais partilha similaridades históricas, sociais, culturais e geográficas:
- Anchorage
- Ambon
- Díli
- Haikou
- Kalymnos
- Milikapiti, Northern Territory